# The Memory Remains
The Memory Remains – piosenka i pierwszy singel z siódmego albumu studyjnego amerykańskiego zespołu heavymetalowego Metallica pod tytułem ReLoad. Po raz pierwszy została wykonana podczas improwizacji na koncercie 2 lipca 1996 roku. W piosence gościnnie pojawiła się angielska wokalistka Marianne Faithfull, która użyczyła wokalu wspierającego.
Piosenka została napisana przez Jamesa Hetfielda i Larsa Ulricha. Część początkowego riffu gitarowego jest podobna do tego z piosenki Black Sabbath Sabbath Bloody Sabbath. Utwór został wykorzystany w serialu Rodzina Soprano, w niektórych scenach rozgrywających się w klubie nocnym Bada Bing!. Wypowiedziane na końcu piosenki słowa „Say yes, at least say hello” są odniesieniem do filmu Skłóceni z życiem, który był ostatnim filmem, w którym zagrała Marilyn Monroe. Utwór był jednym z tematów przewodnich gali WrestleMania XXVIII organizowanej przez WWE.

## Historia
Demo piosenki nazywało się „Memory”. Zostało nagrane w domowym studiu Larsa Ulricha „Dungeon” 6 marca 1995 roku (pierwsze podejście) i 17 marca 1995 roku (drugie podejście). Zespół wykonał piosenkę podczas programu Saturday Night Live 7 grudnia 1997 roku. Towarzyszyła im Marianne Faithfull. Wersja ta znalazła się jako B-side kolejnego singla, The Unforgiven II. Później utwór został wykonany przez San Francisco Symphony, dyrygowaną przez Michaela Kamena. Ta interpretacja pojawiła się na albumie koncertowym S&M. Kolejna wersja została zamieszczona na albumie DVD Orgullo, Pasión, y Gloria. Według informacji zamieszczonej przez zespół na profilu na Facebooku, Faithfull pojawiła się jeszcze raz na scenie wraz z zespołem. Miało to miejsce 7 grudnia 2011 roku podczas koncertu w San Francisco.

## Teledysk
Teledysk został nakręcony przez Paula Andersena i przedstawia surrealistyczną, wykorzystującą antygrawitację scenerię. Zespół gra na wielkiej, zawieszonej platformie, która obraca się przez cały czas trwania teledysku, niczym ogromna huśtawka. Marianne Faithfull śpiewa w ciemnym korytarzu i kręci korbą katarynki. W niektórych ujęciach pojawiają się rozwiane banknoty z dolarami, jako alegoria. Nawiązując do publikacji Encyclopedia Metallica klip został zrealizowany na lotnisku Van Nuys Airport w Los Angeles i kosztował 400 tysięcy dolarów, z czego sama platforma stanowiła 25% wydatków. Teledysk został po raz pierwszy wyemitowany na antenie MTV 15 listopada 1997 roku.

## Lista piosenek
| Singel CD | Singel CD            | Singel CD                      | Singel CD |
| Nr        | Tytuł utworu         | Autorzy                        | Długość   |
| --------- | -------------------- | ------------------------------ | --------- |
| 1.        | „The Memory Remains” | James Hetfield, Lars Ulrich    | 4:38      |
| 2.        | „Fuel on Fire”       | Hetfield, Ulrich, Kirk Hammett | 4:41      |
| 3.        | „Memory (demo)”      | Hetfield, Ulrich,              | 6:41      |
|           |                      |                                | 16:00     |

| Singel CD w Wielkiej Brytanii | Singel CD w Wielkiej Brytanii                                          | Singel CD w Wielkiej Brytanii | Singel CD w Wielkiej Brytanii |
| Nr                            | Tytuł utworu                                                           | Autorzy                       | Długość                       |
| ----------------------------- | ---------------------------------------------------------------------- | ----------------------------- | ----------------------------- |
| 1.                            | „The Memory Remains”                                                   | Hetfield, Ulrich              | 4:38                          |
| 2.                            | „The Outlaw Torn (Unencumbered by Manufacturing Restrictions Version)” | Hetfield, Ulrich              | 10:48                         |
| 3.                            | „King Nothing (Tepid Mix)”                                             | Hetfield, Ulrich, Hammett     | 5:07                          |
|                               |                                                                        |                               | 20:33                         |

| Singel na płycie gramofonowej lub CD (Stany Zjednoczone, Kanada, Europa) | Singel na płycie gramofonowej lub CD (Stany Zjednoczone, Kanada, Europa) | Singel na płycie gramofonowej lub CD (Stany Zjednoczone, Kanada, Europa) | Singel na płycie gramofonowej lub CD (Stany Zjednoczone, Kanada, Europa) |
| Nr                                                                       | Tytuł utworu                                                             | Autorzy                                                                  | Długość                                                                  |
| ------------------------------------------------------------------------ | ------------------------------------------------------------------------ | ------------------------------------------------------------------------ | ------------------------------------------------------------------------ |
| 1.                                                                       | „The Memory Remains”                                                     | Hetfield, Ulrich                                                         | 4:38                                                                     |
| 2.                                                                       | „For Whom the Bell Tolls (Haven't Heard It Yet Mix)”                     | Hetfield, Ulrich, Cliff Burton                                           | 4:39                                                                     |
|                                                                          |                                                                          |                                                                          | 9:17                                                                     |

## Skład
Metallica
- James Hetfield – śpiew, gitara rytmiczna
- Kirk Hammett – gitara prowadząca
- Jason Newsted – gitara basowa, chórki
- Lars Ulrich – perkusja

Gościnnie
- Marianne Faithfull – wokal wspierający

Produkcja
- „The Memory Remains”, „Fuel for Fire”, i „The Outlaw Torn” – wyprodukowane przez Boba Rocka, Jamesa Hetfielda and i Larsa Ulricha
- „The Memory Remains” i „Fuel for Fire” zmiksowane przez Randy Stauba
- „The Outlaw Torn” zmiksowany przez Mike’a Frasera
- „The Memory Remains” i „The Outlaw Torn” zmasterowane przez George’a Marino
- "King Nothing" (Tepid Mix) – remiks autorstwa Saschy Konietzko
- "For Whom the Bell Tolls" (Haven't Heard It Yet Mix) - remiks autorstwa DJ-a Spooky’ego

## Listy przebojów
„The Memory Remains” osiągnął sukces komercyjny. Dotarł do 28. miejsca na liście Billboard Hot 100 i do 3. miejsca na liście Mainstream Rock Songs. W Wielkiej Brytanii najwyższą pozycją piosenki było 13. miejsce.
| Lista (1997)                                | Pozycja |
| ------------------------------------------- | ------- |
| Stany Zjednoczone (Hot 100)                 | 28      |
| Stany Zjednoczone (Rock Songs)              | 3       |
| Australia (Top 50 Singles)                  | 6       |
| Austria (Ö3 Austria Top 40)                 | 20      |
| Belgia (Flandria) (Ultratop 50 Singles)     | 28      |
| Dania (Track Top-40)                        | 13      |
| Finlandia (Top 20 Singles)                  | 1       |
| Hiszpania (Top 50 Singles)                  | 3       |
| Holandia (Dutch Top 40)                     | 17      |
| Irlandia (Top 50 Singles)                   | 13      |
| Niemcy (Top 100 Singles)                    | 20      |
| Norwegia (Top 20 Singles)                   | 3       |
| Nowa Zelandia (Top 40 Singles)              | 23      |
| Polska (Lista przebojów Programu Trzeciego) | 3       |
| Szwecja (Top 60 Singles)                    | 4       |
| Szwajcaria (Singles Top 100)                | 4       |
| Wielka Brytania (Singles Top 100)           | 13      |
| Włochy (Top 20 Singles)                     | 13      |